# 北ポフヤンマー県
北ポフヤンマー県（きたポフヤンマーけん、フィンランド語: Pohjois-Pohjanmaa、スウェーデン語: Norra Österbotten）は、フィンランドの県。
バルト海北部のボスニア湾に面し、ラッピ県、ロシア連邦のカレリア共和国、カイヌー県、北サヴォ県、中部スオミ県、中部ポフヤンマー県と隣接する。
37,000km2ほどの面積を持ち、38万人強の人口がある。県庁所在地はオウル。
2016年1月1日に隣県のカイヌー県に所属していたヴァーラが北ポフヤンマー県オウルンカーリ郡に移管された。

## 自治体
北ポフヤンマー県下には7つの郡があり、その下に34の自治体がある。北ポフヤンマー県の郡、自治体数はフィンランドで最多である。
| コイリスマー郡: クーサモ (Kuusamo) タイヴァルコスキ (Taivalkoski) ニヴァラ＝ハーパヤルヴィ郡: ハーパヤルヴィ (Haapajärvi) カルサマキ (Kärsämäki) ニヴァラ (Nivala) ピュハヤルヴィ (Pyhäjärvi) レイスヤルヴィ (Reisjärvi) | オウル郡: ハイルオト (Hailuoto) ハウキプダス (Haukipudas) ケンペレ (Kempele) キーミンキ (Kiiminki) リミンカ (Liminka) ルミヨキ (Lumijoki) ムホス (Muhos) オウル（Oulu） オウルンサロ (Oulunsalo) ティルナヴァ (Tyrnävä) | オウルンカーリ郡: イー (Ii) プダスヤルヴィ (Pudasjärvi) シモ (Simo) ウタヤルヴィ (Utajärvi) ヴァーラ (Vaala) イリ＝イー (Yli-Ii) ラーヘ郡: ピュハヨキ (Pyhäjoki) ラーヘ (Raahe) シーカヨキ (Siikajoki) ヴィハンティ (Vihanti) | ハーパヴェシ-シーカァラトヴァ郡: ハーパヴェシ (Haapavesi) ピュハンタ (Pyhäntä) シーカラトヴァ (Siikalatva) ウリヴィエスカ郡: アラヴィエスカ (Alavieska) カラヨキ (Kalajoki) メリヤルヴィ (Merijärvi) オウライネン (Oulainen) シエヴィ (Sievi) ウリヴィエスカ (Ylivieska) |